# Gekkoo
Gekkoo is een Vlaamse vzw die vrijetijdsactiviteiten organiseert voor kinderen en jongeren van 3 tot en met 21 jaar in Antwerpen.

## Geschiedenis
Vanuit het Stedelijk onderwijs van Antwerpen werd in 1937 Kindervreugd opgericht vanuit de stad Antwerpen ontspanning aan te bieden, bij voorkeur in openlucht. Hieruit ontstonden ook de bos- en zeeklassen. Aanvankelijk waren het enkel kinderen vanuit het Stedelijk Onderwijs die konden deelnemen, maar dit verruimde tot alle onderwijsnetten. Op 20 november 2017 veranderde de naam van de organisatie in Gekkoo.

## Werking
Gekkoo organiseert vakantiekampen en speelpleinwerking tijdens de vakanties. Ook op woensdagnamiddag worden workshops ingericht. Het bereikt hiermee jaarlijks meer dan 5000 jongeren en kan rekenen op meer dan 600 vrijwilligers.
De speelpleinwerking heeft plaats in Wilrijk Valaar, Antwerpen Kiel, Ekeren, Borgerhout, Berchem,  Antwerpen linkeroever en Hoboken.
Deze organisatie wordt door de Vlaamse overheid erkend als landelijke jeugddienst.